# Первомайське (Соль-Ілецький міський округ)
Первома́йське (рос. Первомайское) — село у складі Соль-Ілецького міського округу Оренбурзької області, Росія.

## Населення
Населення — 917 осіб (2010; 1108 у 2002).
Національний склад (станом на 2002 рік):
- казахи — 60 %